# Johannes Eckerström
Johannes Mikael Gustaf Eckerström (2 de julio de 1986), también conocido como The Clown, es un músico de nacionalidad sueca. Junto a John Alfredsson, Jonas Jarlsby, Tim Öhrström y Henrik Sandelin, forma parte de Avatar, una banda de metal nacida en Gotemburgo, en la cual desempeña el rol de vocalista y compositor.

## Carrera musical
Eckerström nació el 2 de julio de 1986 en Lindome, al sur de Gotemburgo, Suecia; siendo el tercero de cinco hermanos. Descubrió su gusto por la música desde muy pequeño debido a que sus padres eran apasionados a la música clásica. Influenciado principalmente por Beethoven, alrededor de los 5 años deseaba ser director de orquesta, durante este tiempo tomó lecciones de piano. Al cumplir 8 años comenzó a escuchar artistas más contemporáneos como The Beatles y Michael Jackson. Cuatro años más tarde, su afición por bandas como Black Sabbath y Helloween lo llevó a dejarse crecer el cabello y sumergirse de lleno en el género metal.
A la par que estudiaba la preparatoria, tomaba clases de música y canto. Al unirse a sus primeras bandas, prefería ofrecerse a tocar algún instrumento como la guitarra o el trombón en lugar de cantar, que era lo que realmente quería, debido a que le parecía "aterrador". Posteriormente, se vio obligado a tomar el rol de vocalista una vez que los demás instrumentos estuvieron ocupados.
En 2002 se unió a la banda Avatar que había sido formada un año antes por el baterista John Alfredsson y el guitarrista Jonas Jarlsby, en la cual permanece hasta la fecha como vocalista y letrista principal; han publicado ocho álbumes de estudio.

### The Clown
Johannes Eckerström tomó la decisión de comenzar a maquillarse como The Clown a partir del álbum Black Waltz de Avatar en el año 2012, este maquillaje sería uno de los rasgos que más lo distinguirían. En más de una ocasión ha declarado sentirse "desnudo" cada vez que lo utiliza, es decir, no es un personaje sino una manera de sentirse más como él mismo y salirse de su "zona de confort", es por ello que disfruta tanto usarlo.

Fue un feliz accidente. Estábamos haciendo una colaboración con algunos artistas de espectáculos circenses para el video de la canción Black Waltz y solo queríamos que yo encajara en todo ese ambiente. Una vez que la pintura estuvo puesta, todo encajó en su lugar y la música finalmente adquirió un rostro. Siempre quisimos que la apariencia y el sonido fueran de la mano y, a través de "el payaso", esto finalmente se hizo realidad. A partir de ahí, Avatar como concepto artístico ha crecido mucho más y se ha consolidado que hemos encontrado nuestro propio camino y estamos comenzando un nuevo viaje con la banda.

## Estilo vocal

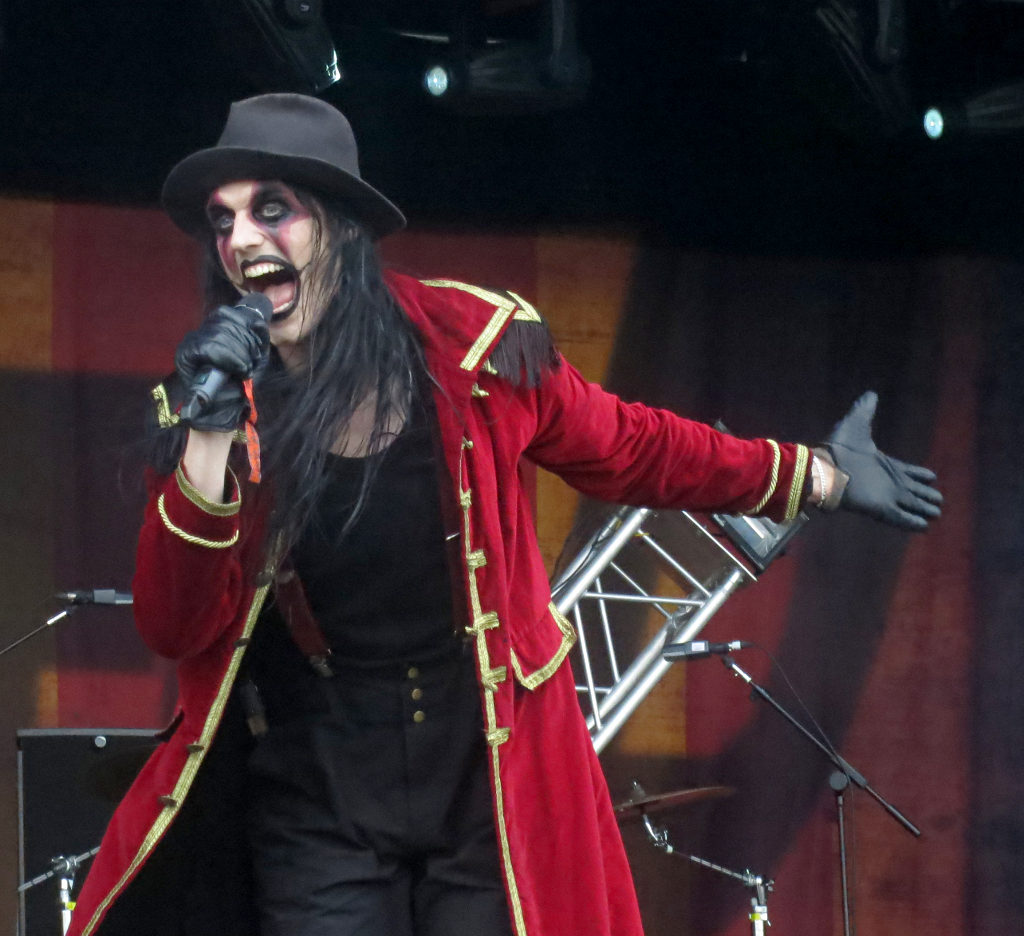
Eckerström cantando con Avatar en el año 2014.

Este cantante suele por emplear su voz de manera limpia, rasgada y gutural. Siendo capaz de cantar tanto suave y profundamente; así como estridente y perforantemente. Su clasificación vocal corresponde al barítono, en ocasiones puede llegar a alcanzar 4 octavas; sin embargo, no considera esas notas altas como parte de su verdadera tesitura porque le parecen más bien "chillidos" y algo que no podría recrear apropiadamente en vivo, por ello, prefiere mantener una extensión vocal que oscile entre 2.5 y 3 octavas.

## Vida privada
Johannes trabajó como maestro sustituto por casi una década, principalmente en escuelas preescolares.   Mide 1.93 m, le gusta la lucha libre profesional, es ateo y vegano. Contrajo matrimonio en 2018. 
Aparte de sueco e inglés, habla alemán debido a que su madre es originaria de ese país. Dado que actualmente vive en Finlandia, ha comentado que le gustaría aprender también finlandés.

## Discografía
Con Avatar:
| Año  | Título                  |  |
| ---- | ----------------------- |  |
| 2006 | Thoughts of No Tomorrow |  |
| 2007 | Schlacht                |  |
| 2009 | Avatar                  |  |
| 2012 | Black Waltz             |  |
| 2014 | Hail the Apocalypse     |  |
| 2016 | Feathers and Flesh      |  |
| 2018 | Avatar Country          |  |
| 2020 | Hunter Gatherer         |  |
| 2023 | Dance Devil Dance       |  |